# 十車王

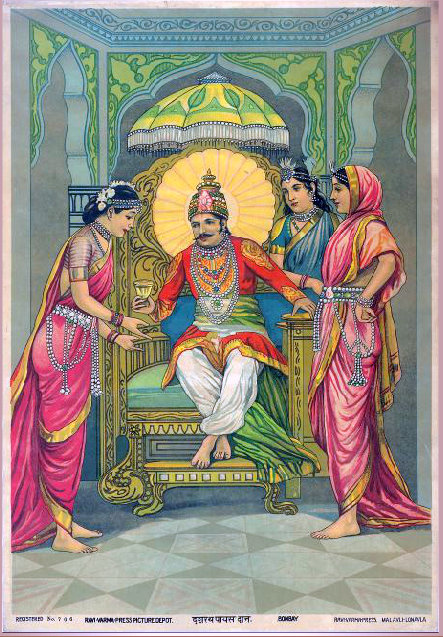

十車王在印度史詩《羅摩衍那》中是拘薩羅國的賢能國王，《羅摩衍那》主角羅摩的父親。十車王有三個妃子，但三人都未能為十車王誔下一兒半女，於是十車王向天神舉行馬祭，祈求生下王兒。當時正值羅剎魔王羅波那擾亂人間，於是毗濕奴化身為十車王的兒子下凡，剷除羅波那。毗濕奴賜予十車王甘露，十車王將甘露分成三份給三個妻子，結果誔下四名擁有毗濕奴神力的兒子。羅摩的母親喬薩麗雅分得最多甘露，所以羅摩得到毗濕奴最多的神力。十車王年老後，欲封羅摩為太子，但遭到其中一名妃子吉迦伊反對，羅摩只好自我放遂。十車王眼見最疼愛的兒子要四處流浪，在羅摩離開後不久則鬱鬱不歡而死。